# پروانکی‌های جنوبی پرو
پروانکی‌های جنوبی پرو (نام علمی: Macrosoma albistria) نام یک گونه از تیره شاپرک‌های آمریکایی است.